# 현영운
현영운(玄暎運, 아명(兒名)은 현영운(玄映運), 1868년 음력 6월 11일 ~ ?)은 조선 말기와 대한제국의 관료 겸 군인으로, 본관은 연주(延州)이다. 이토 히로부미의 수양딸인 배정자의 두 번째 남편이자 배구자의 고모부이다. 그의 딸 현송자는 대한제국의 학무국장 윤치오와 결혼했다가 이혼, 이철과 재혼한다.

## 생애
한성부에서 출생하였으며 지난날 한때 경상도 부산에서 잠시 유아기를 보낸 적이 있는 그는 경상도 대구에서 성장하였는데 그의 아버지 학표(學杓)는 왜학훈도(倭學訓導)라는 관직을 지낸 역관이었다고 알려져 있다. 황현의 《매천야록》에는 그를 서울의 중인으로 기록하였는데, 할아버지가 왜역(倭譯) 즉 일본어 통역으로서 동래에 머무르면서 기생과의 사이에서 그의 아버지를 얻었고, 현영운의 아버지 또한 아들이 아직 없어 첩을 들여 영운을 낳았다고 그의 계보에 대해 악의적인 기록을 남기고 있다.
1883년 김옥균이 선발해 보낸 관비유학생의 일원으로 일본에 유학하여, 그 해 8월 16일 후쿠자와 유기치가 도쿄에 세운 게이오기주쿠(慶應義塾에 입학, 2년 만인 1885년 8월 15일에 졸업하였다. 일찍 개화 문명을 접한 그는 9월에 귀국하였다.
현영운이 귀국하기 1년 전인 1884년 12월에 일어난 갑신정변으로 《한성순보》가 폐간된 뒤 박문국에서는 곧 신문의 복간을 결정했는데, 1886년 1월 25일 《한성순보》의 후신격인 《한성주보》가 창간되면서 11월 22일에 현영운이 박문국 주사에 임명되었다,(~ 1889년) 12월 20일부터 주사가 한 명씩 교대로 입직하여 국왕 옆에서 전교를 기록해 신문에 개재할 수 있게 되면서, 현영운도 고종 가까이 접근할 수 있게 된 것으로 보인다. 1894년에는 《시사총보》를 발행하기도 했다.
개화파이자 친일파였던 그는 뛰어난 일본어 실력을 기반으로 외아문 주사와 법부 법률기초위원, 궁내부 참여관, 시종원 시종, 궁내부 번역관과 지방의 군수 등을 차례로 거쳤다. 1904년에는 특명전권공사에 임명되어 일본에 파견되었다. 그 뒤 대한제국 육군 보병 정령을 거쳐 육군 참장을 지낸 군인이기도 했다.
현영운은 이토 히로부미의 수양딸로 알려진 여성 밀정 배정자의 두 번째 남편이었다. 대한제국 황제 고종의 총애를 받은 순헌황귀비 엄씨의 후원을 받았으며, 이토의 권력을 업은 부인 배정자도 영향력을 행사하여 초고속 승진을 했다. 1908년의 한 언론 보도에서는 현영운을 가리켜 배정자의 위세로 “혁혁하던 세력가”라고 표현했다. 배정자에게서 두 딸을 두었고, 그 중 현송자는 후일 윤치오, 이철 등과 결혼한다.
그러나 배정자와 후일 이혼하게 된다. 배정자와의 이혼 사유는 정확하게 알려져 있지 않다.
1905년(광무 8년)에 한규설 등의 탄핵으로 잠시 밀려났다가, 다시 복귀한 뒤 봉상사 제조와 태복사장을 지냈다. 동대문 밖에 대형 별장을 소유하는 등 부유한 생활을 하였다.

## 가족 관계
- 부인 : 이씨
  - 아들 : 현택건(요절)
- 부인 : 배정자
  - 첫째 딸 : 현덕자(요절)
  - 둘째 딸 : 현송자
  - 사위 : 윤치오(尹致旿, 1869년 8월 5일 ~ 1950년 12월 22일, 현송자의 첫 번째 남편, 1934년 이혼)
  - 사위 : 이철(李哲, 1903년 6월 9일 ~ 1944년, 현송자의 두 번째 남편)

한편으로 형인 경운(炅運)의 아들인 독립운동가 정건(鼎健)과 소설가 진건(鎭健)이 그의 조카이다.

## 기타
딸 현송자는 대한제국 당시 학부 학무국장을 지낸 윤치오의 후처로 출가했으나, 이철과의 불륜으로 이혼당한 뒤 교회에서 쫓겨났다.
이철은 연희전문학교 입학 직전에 같은 교회 신도로 현송자를 처음 만났다. 현송자는 대한제국 고위 관료의 딸이자, 마지막 황제 순종의 황후를 배출한 사회적 영향력이 상당했던 윤씨 일족의 부인이었고, 빼어난 미모와 일본 유학 경험을 바탕으로 한 당시 사교계 유명 인사이기도 했다.
4년 연상에 남편까지 있는 현송자와 이철이 서로 교우가 아닌 이성으로 느끼게 된 과정은 세세히 알 수 없지만, 두 사람의 은밀한 사랑은 1930년 들어 결국 세간에 알려지고 말았다. 이철과 현송자는 모두 교회와 학교에서 쫓겨나는 일생일대의 위기를 맞았다.
그러나 현송자는 “트로이카”라는 술집을 운영하다가 이철과 재혼한다. 이후 새 남편이 된 이철의 음악 사업을 적극 도왔다.
이철은 현송자의 힘으로 기회를 만들었다. 현송자는 이철이 그동안 쌓아온 음악 관련 경력을 고려해, 일본 유학 시절의 인맥을 총동원하여 그가 음반회사 지점을 운영할 수 있도록 주선했고, 그 결과 이철의 오케레코드가 1933년 세상에 등장하게 된 것이다.

## 같이 보기
- 을사보호조약
- 한일 병합 조약
- 배정자
- 현송자
- 김성흠
- 김정구
- 윤치오
- 윤치호
- 이완용
- 이철

## 참고자료
- 현영운(玄暎運) - 국사편찬위원회
- 이동순 (2003년 7월). “[발굴비화] 日帝시대「조국의 노래」를 지켜 냈던 이철의 삶과 예술 그리고 조국”. 《월간조선》. [깨진 링크(과거 내용 찾기)]
- 이준희 〈조선 가요계를 풍미한 마이더스의 손, 이철〉, 《보보담》
- 야화(夜話), 한숨지는 공작(孔雀)들[깨진 링크(과거 내용 찾기)]